# Запис Марковића орах (Плочник)
Запис Марковића орах (Плочник) се налази на парцели чији је власник Марковић Верољуб.

## Локација
| Општина             | Ражањ                                                                       |
| Катастарска општина | Плочник                                                                     |
| Потес               | Село                                                                        |
| Координате          | 43° 43′ 49″ С; 21° 30′ 15″ И / 43.730200000000004° С; 21.504100000000001° И |
| Надморска висина    | 255m                                                                        |

## Карактеристике
Дендрометријске вредности утврђене на терену и сателитским снимцима:
| Стабло                     | Орах |
| Висина стабла              | m    |
| Обим дебла                 | m    |
| Пречник крошње             | 4m   |
| Пречник дебла              | m    |
| Висина дебла до прве гране | m    |

## База записа
Запис је у оквиру Викимедија пројекта "Запис - Свето дрво" заведен под редним бројем 0899.